# Denis Pétau
Denis Pétau (n. 21 august 1583, Orléans, Franța – d. 11 decembrie 1652, Paris, Regatul Franței),  cunoscut, de asemenea, sub numele de Dionysius Petavius, a fost un teolog iezuit francez.

## Viața
Pétau s-a născut la Orléans, unde a urmat cursurile școlare elementare; el a absolvit apoi cursurile Universității din Paris, susținându-și teza de masterat nu în latină, ci în greacă. A asistat la prelegerile teologice de la Sorbona și, la sfatul lui Nicolas Ysambert, a candidat cu succes pentru un post de profesor la catedra de filosofie de la Bourges. S-a împrietenit la Paris cu Isaac Casaubon, bibliotecar pe atunci la biblioteca regală, unde și-a petrecut tot timpul liber studiind vechile manuscrise grecești. La Orléans a fost hirotonit diacon. În 1603 a fost numit lector la Universitatea din Bourges, dar a demisionat doi ani mai târziu cu scopul de a intra în Societatea lui Isus.
După ce a petrecut doi ani la Bourges el s-a întors la Paris și a început o corespondență cu Fronton du Duc, editor al operelor Sfântului Ioan Gură de Aur. În 1605 a devenit iezuit, a predat retorica la Reims (1609), La Flèche (1613) și la Collège de Clermont (1618). În ultima perioadă, el a început o corespondență cu episcopul de Orléans, Gabriel de Laubépine (Albaspinaeus), despre primul an al Bisericii creștine. Începând din anul 1622 a predat teologia pozitivă pentru o perioadă de douăzeci și doi de ani, iar în acest timp a părăsit Franța în doar două ocazii: mai întâi, în 1629, pentru a preda istoria ecleziastică la Madrid, la invitația lui Filip al IV-lea, și apoi, în 1639, pentru a fi făcut cardinal la Roma, la dorința papei Papa Urban al VIII-lea. Nu a mai predat începând de la vârsta de șaizeci de ani, dar și-a păstrat postul de bibliotecar, în care i-a succedat lui Fronton du Duc (1623), și și-a dedicat restul vieții sale realizării operei sale principale, Dogmata theologica. Pétau a murit la Paris.

## Lucrări

Dogmata theologica, 1757

El a fost unul dintre cei mai străluciți savanți încă de la vârsta studenției. Îngrijind și îmbunătățind lucrările cronologice ale lui Joseph Justus Scaliger, el a publicat în 1627 un Opus de doctrina temporum, care a fost retipărit de multe ori. Un rezumat al acestei lucrări, Rationarium temporum, a fost tradus în franceză și engleză și a fost redescoperit în anul 1849.
Lista completă a operelor sale umple douăzeci și cinci de coloane în enciclopedia lui Sommervogel: el a studiat cronologia, istoria, filosofia, polemica, patristica și istoria dogmelor. Prima ediție a operelor lui Synesius a apărut în 1612, îngrijită timp de zece ani la sfatul lui Casaubon (Synesii episcopi Cyrenensis opera, ed. nouă, 1633); în 1613 și 1614 discursurile lui Themistius și Julian (ed. nouă, 1630); în 1616 Breviarium historicum Nicephori; apoi, după câteva lucrări poetice și oratorice, o ediție a operelor lui Epifanie în două volume (1622; ed. nouă, 1632), care a fost îngrijită la sfatul lui Jacques Gretser, S. J., și urma să fie inițial doar o traducere revizuită a lui Janus Cornarius. În 1622 și 1623 au apărut Mastigophores, trei pamflete, și note cu privire la Tertulian, o lucrare polemică.
Printre scrierile sale anterioare, Pétau a introdus unele disertații magistrale despre cronologie; în 1627 a publicat De doctrina temporum și mai târziu Tabulae chronologicae (1628, 1629, 1633, 1657). Aceasta din urmă a depășit lucrarea De Emendatione temporum (Paris, 1583) a lui Scaliger și a pregătit terenul pentru lucrările benedictinilor. Un rezumat al acesteia a apărut în 1633 (1635, 1641, etc.) sub titlul de Rationarium temporum, fiind reeditat de numeroase ori și tradus în franceză, engleză și italiană.
Prin aceeași perioadă a scris lucrări poetice în limba greacă și în latină și dizertații (adesea de natură polemică) împotriva lui Grotius, Saumaise, Arnauld și altora. În cele din urmă au apărut în 1643 primele trei volume din Dogmata theologica (datate 1644); volumele IV și V au fost publicate în 1650; lucrarea era incompletă la data morții lui Pétau și în ciuda mai multor încercări nu a fost niciodată continuată. Au fost publicate numeroase ediții ale Dogmata theologica, inclusiv de către calvinistul Jean Le Clerc, la Anvers în 1700; ultima ediție a fost publicată în opt volume de J. B. Fournials (Paris, 1866-1868). În 1757 F. A. Zaccaria, S. J., i-a republicat opera la Veneția, cu note și disertații; în 1857 Passaglia și Schrader au întreprins o activitate similară, dar au tipărit doar primul volum. Scrisorile lui, Epistolarum libri tres, au fost publicate după moartea sa; deși sunt departe de a fi complete, ele dau o idee cu privire la relațiile sale cu cei mai renumiți oameni din Europa vremurilor sale; de asemenea, ele furnizează informații valoroase cu privire la conținutul operei sale și a metodei sale de lucru.
Celebritatea lui Petau se datorează în principal vastei sale lucrări, dar neterminate, De theologicis dogmatibus, prima încercare sistematică făcută vreodată de a trata dezvoltarea doctrinei creștine din punct de vedere istoric.
Reputația de care s-a bucurat Pétau în timpul vieții sale s-a datorat mai ales datorită operei sale referitoare la cronologie. El s-a lăudat că a numărat opt mii de greșeli în Annales Ecclesiastici a lui Baronius. Mulți contemporani i-au adus elogii, inclusiv Pierre Daniel Huet, Henri Valois, Hugh Grotius, Isaac Voss, F. Clericus și Henry Noris. Opera sa cronologică este însă de multă vreme depășită.
În operele sale patristice a avut la îndemână doar ediții imperfecte ale Părinților Bisericii. Ceea ce a vrut să facă fusese deja realizat de Melchior Cano,în lucrarea sa De locis theologicis. Activitatea lui Pétau a fost pusă în discuție; se poate să fi fost inspirat, se spune, de către un tratat similar al lui Oregius (Agostino Oreggi, cardinal, d. 1635), așa cum susține Zöckler, sau de Confessio catholica a lui Johann Gerhard (d. 1627), așa cum presupune Eckstein. Dar Confessio catholica are un scop diferit, înscris pe prima pagină; acolo se află lungi pasaje din cele șaisprezece cărți De Incarnatione Verbi de Pétau. Relația cu Oregius a fost examinată în detaliu de către François Oudin în Mémoires de Trévoux (iulie 1718, pp. 109-133). El își exprimă părerile cu deplină libertate, de exemplu despre opinia lui Augustin de Hippo cu privire la problema predestinării, sau despre ideile cu privire la Sfânta Treime ale scriitorilor anteniceeni.
Opera sa conține o colecție bogată de documente. Pétau a exagerat greșelile scolasticii; dar el a apărat-o de acuzațiile formulate de Erasmus din Rotterdam. În Dogmata, după ce a prezentat istoria fiecărei dogme, el a adăugat respingerea noilor erori dogmatice.
Stilul său a fost amar în scrierile sale polemice; el a fost mai blând în discuțiile cu Grotius. Memoria lui Pétau a fost sărbătorită a doua zi după moartea lui de către Henri Valois, unul dintre elevii săi, și de Leon Allatios într-un poem grec compus la cererea papei Urban al VIII-lea.

## Trivia
Un crater de pe Lună a fost numit Petavius în onoarea lui.